# Juan José Páramo

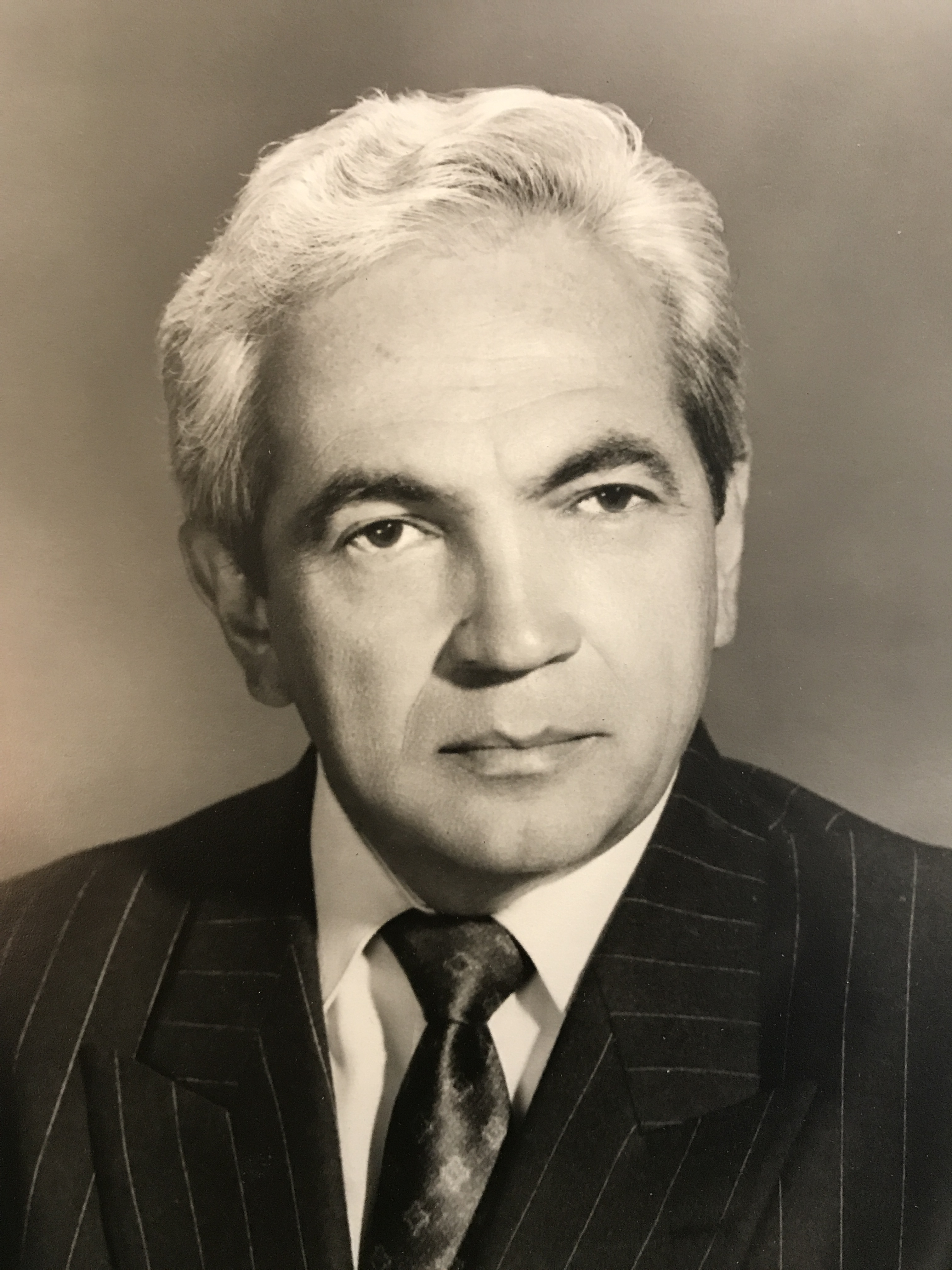

Juan José Páramo Díaz (Ciudad de México, 11 de enero de 1935 - 30 de julio de 2023) fue un abogado mexicano que ocupó diversos puestos dentro de la Administración Pública en México.
Hijo de Guadalupe Díaz Ballesteros y de Juan José Páramo Castro, miembro fundador del Partido Acción Nacional (PAN) en 1939, junto con Manuel Gómez Morín, Efraín González Luna, Roberto Cossío y Cossío, Juan Landerreche Obregón, Daniel Kuri Breña, Bernardo Ponce, Carlos Ramírez Zetina, entre otros.

## Formación académica
Licenciado en Derecho por la Universidad Autónoma de México UNAM generación 1952-1957. Titulado con la tesis: Retroactividad en el Derecho Administrativo. Realizó estudios de postgrado en Administración de Empresas Paraestatales, Cooperación Técnica y Organización de Personal en París, Francia (1960-61).
Profesor de Derecho Administrativo en la Facultad de Derecho de la UNAM (1966-1970).

## Carrera profesional
Comenzó su carrera profesional como abogado de Ferrocarriles Nacionales de México de 1955-1962. Posteriormente fungió como asesor del departamento legal de la Compañía Nacional de Subsistencias Populares (Conasupo). Fue abogado postulante para la Notaría 123 de la Ciudad de México. En 1966 es designado secretario privado del Secretario de la Presidencia, Emilio Martínez Manatou, quien fuera precandidato a la Presidencia de México, junto con Luis Echeverría y Antonio Ortiz Mena. En esta posición, sirve como Secretario Privado del Presidente Gustavo Díaz Ordaz durante las giras presidenciales. Miembro de la Comisión de Administración Pública (CAP).
En 1971 formó el despacho de consultoría «Pre-Inversión de México» junto con Julio Rodolfo Moctezuma, con el propósito de coadyuvar con el Gobierno Federal en proyectos de inversión, destacando los estudios de desarrollo y viabilidad para Cancún y Cuautitlán entre otros. Fue secretario técnico del Sistema Nacional de Alimentación de 1974 a 1976. Asesor de la Dirección de Inversiones financieras en la Secretaría de Hacienda y Crédito Público de 1974 a 1976. Asesor del director de operaciones Conasupo (1973 a 1976). Asesor del Director del IEPES (PRI), durante la campaña presidencial de José López Portillo en 1976. 
Fue Tesorero de la Federación (SHCP) de 1976 a 1982. Subsecretario de Presupuesto y Subsecretario de Desarrollo Industrial y de Servicios en la Secretaría de Programación y Presupuesto (SPP) de 1982 a 1988, bajo la dirección de Carlos Salinas de Gortari. Director general de Nacional Financiera (Nafin) de 1988 a 1991. Director general de Aseguradora Hidalgo, de 1991 a 1997. Asesor del secretario de Hacienda y Crédito Público de 1997 a 1999. Liquidador de Conasupo de 1999 a 2002; de diversos bancos mexicanos, del Consejo Mexicano del Café y de Productora Nacional de Semillas. 
Durante su gestión como Tesorero de la Federación y ante la creación de la Secretaría de Programación y Presupuesto (SPP), la Tesorería de la Federación vive una transformación total, que la posiciona como enlace hacendario entre la recaudación y el pago y que, junto con la relación directa que tiene con los contribuyentes y acreedores del fisco federal, la hacen fungir como el eje de la regulación y del movimiento de los fondos federales en México. 
En 1978 se emiten los Certificados de la Tesorería de la Federación (Cetes).
Como director general de Nacional Financiera, logró que Nafin se transforme en banca de segundo piso. Además, se colocan en el mercado bursátil los bonos bancarios para el desarrollo industrial (BONDIS) a un plazo de 10 años. 
Nacional Financiera durante su gestión se dedica a los proyectos privados y sociales. Se desincorporan 18 empresas de Nafin, incluyendo Minera de Cananea.
Como director de Aseguradora Hidalgo, se logra una participación del mercado del 27% en el ramo de seguros de vida, lo que la coloca como la aseguradora líder del país.
Miembro del comité organizador del Mundial de Fútbol FIFA México 86.
Participó en Consejos de Administración y Órganos de Gobierno de más de 50 entidades paraestatales federales, entre ellas PEMEX, CFE, CONASUPO, ISSSTE, NAFIN, BANOBRAS, BANCOMEXT, INFONAVIT, la Lotería Nacional, AeroMéxico, SIDERMEX, DINA, Aseguradora Mexicana, Aseguradora Hidalgo, Afianzadora Mexicana, Mexicana de Aviación entre otras.
| Predecesor: Ernesto Marcos Giacoman | Director general de Nacional Financiera 1988 - 1991 | Sucesor: Óscar Espinosa Villarreal |

- Datos: Q5950443